# شهرداری داگدا
شهرداری داگدا (به لاتین: Dagda Municipality) یک شهرداری در لتونی است. شهرداری داگدا ۹٬۵۵۹ نفر جمعیت دارد.